# Nozdrzec
Nozdrzec est une localité polonaise, siège de la gmina de Nozdrzec, située dans le powiat de Brzozów en voïvodie des Basses-Carpates.